# المجرإب (الشعر)

تعديل مصدري - تعديل

المجراب محلة تابعة لقرية قبلان، التابعة لعزلة القابل الاعلى بمديرية الشعر إحدى مديريات محافظة إب في الجمهورية اليمنية، بلغ تعداد سكانها 124 حسب تعداد اليمن لعام 2004.